# 성십자가 그리스 정교회 신학교
성십자가 그리스 정교회 신학교(영어: Hellenic College Holy Cross Greek Orthodox School of Theology)는 미국 매사추세츠주 브루클라인에 있는 기독교 리버럴 아츠 칼리지이다. 동방 정교회 콘스탄티노폴리스 총대주교청 미국 그리스 정교회 관구 대교구에 소속되어있다. 

## 역사
성십자가 그리스 정교회 신학교는 1937년에 코네티컷주 폼프레트에서 설립되었다. 1946년에 현 위치인 매사추세츠주 브루클라인으로 이전하였다. 1968년에는 헬레닉 칼리지라는 이름의 4년제 교양대학으로 학부과목을 확대했다. 이 학교는 서반구에 소재한 동방 정교회의 성직자를 양성하는 중요한 기독교 신학교로 여겨지고 있다.

## 같이 보기
- 콘스탄티노폴리스 총대주교청
- 미국 그리스 정교회 관구 대교구